# 里亚尔多
里亚尔多（義大利語：Riardo），是意大利卡塞塔省的一个市镇。总面积16平方公里，人口2457人，人口密度153.6人/平方公里（2009年）。ISTAT代码为061068。